# الخوف من الطيران
الخوف من الطيران وتُسمى أيضاً فوبيا الطيران هو الخوف من أن يكون الشخص على متن الطائرة خلال الطيران أو غيرها من مركبات الطيران مثل طائرات الهليكوبتر. ويشار اليه ايضاً برهاب الطيران أو رهاب الهواء (على الرغم من ان الأخير يعني ايضاً الخوف من التيارات الهوائية أو من الهواء النقي).
قد يكون الخوف من الطيران رهاب ملحوظ في حد ذاته أو قد يكون مجموعة غير مباشرة من واحدة أو أكثر من الاضطرابات مثل رهاب الأماكن المغلقة (رهاب من التقّيد أو من الحجز أو عند عدم القدرة من الهرب) أو رهاب المرتفعات (القلق أو الخوف من كون الشخص على ارتفاع شاهق). قد يكون لديه ايضاً اسباب أخرى مثل الخوف من الأماكن المكشوفة (خاصاً النوع الذي له علاقة مع الشخص الذي يُصاب بنوبة ذعر في المكان الذي لا يمكن الهروب منه) فإنه عارض بدلاً من كونه مرض وتختلف اسبابه باختلاف الأشخاص.
يتلقى هذا الرهاب المزيد من الاهتمام من معظم أنواع الرهاب الأخرى وذلك لأنه يصعب على الاشخاص في كثير من الاحيان تجنب السفر الجوي ولأنه ايضاً من الطرق الشائعة للسفر وخاصةً في السياقات المهنية مما يؤثر على اقلية كبيرة من السكان. قد يمنع الطيران الشخص من السفر لقضاء الإجازة أو لزيارة الأهل والأصدقاء عند عدم قدرته على الحفاظ على الضبط الانفعالي، ويمكن ايضاً ان يؤثر على وظيفة رجل الأعمال عند سفره المتعلق بالعمل والتجارة.

## الأعراض
قد يمنع القلق الاستباقي الذي يجعل الشخص خارج عن السيطرة والإرباك من التخطيط إلى السفر عن طريق الجو. ومن الممكن فكرة ان رحلة قادمة قد تسبب ضيق كبير خاصةً عندما يُجبر الشخص على السفر بواسطة الطائرة. وتشمل الأعراض الأكثر وضوحاً نوبات الذعر أو القيء بمجرد رؤية الطائرات أو تذكر السفر، ومن أبرز الأعراض الجسدية للخوف من الطيران: "شحوب الوجه، ألم شديد بالبطن والصدر، سرعة ضربات القلب، ضيق التنفس، اضطرابات بالدورة الدموية، الشعور بالضعف العام، التعرق الشدي، جفاف بالفم، تشنجات عضلية، اللهاث، وتختلف أعراض فوبيا الطيران حسب كل حالة على حدة، وفي بعض الأحيان تحتاج للتدخل الطبي أثناء الرحلة الجوية، والبعض يطرق أبواب الأطباء النفسيين للبحث عن علاج لفوبيا الطيران. 

## الأسباب
قد يرتبط رهاب الطيران باضطرابات القلق أو أنواع الرهاب الأخرى، مثل:
رهاب الأماكن المغلقة.
رهاب المرتفعات.
رهاب القيء.
رهاب الساح.
فزع.
وقد يكون السبب المؤرث هو رحلة مؤلمة أو رحلة تعتبر شبه قاتلة أو شعور بسرعة تأثر الذات أو وفاة شخص من افراد الأسرة أو زيادة المسؤوليات خاصةً عندما يصبح الشخص أحد الوالدين اما أب أو أم.
يعتقد البعض ان وسائل الإعلام هي العامل الرئيسي ويدعون انها تثير حوادث الطيران (ومعدل الاصابات فيها عالية مع كل حادثة).على الرغم من ان الاهتمام المقدر لحوادث الطائرات ضئيل جداً مقارنةً بالرقم الهائل لحوادث السيارات. كلما ارتفع العدد الإجمالي للرحلات الجوية حول العالم، ارتفع معدل حوادث الطائرات، على الرغم من استمرار تطوير الاحتياطات العامة للسفر الجوي. 
تظهر الإحصاءات ان الطائرات هي أكثر طرق السفر اماناً مقارناً بالطرق الأخرى في كل كيلومتر للمسافر. أصبح الانطباع العام والغير صحيح للسفر الجوي خطر على نحو متزايد، وهذا غير صحيح بسبب ان الإعلام قام بالإبلاغ عن حوادث تحطم الطائرات (وذلك بعدم ذكرهم مصادر عدد الرحلات التي لا يصيبها حوادث تحطم). بطريقة ما، يجبر التغطية الإعلامية تأكيد التحيز على المشاهدين.
من الممكن للقلق ان يسبب سوء فهم الديناميكا الهوائية. على سبيل المثال، يعتقد الكثير من الناس بطريقة خاطئة انه يتم دعم محركات الطائرات النفاثة في الهواء. سببت هذه الفرضية الخاطئة القلق حيث انه من الممكن لهذه المحركات ان تفشل في أي لحظة مما تسبب في هبوط الطائرات. في الواقع، تطير كل الطائرات ذات الأجنحة الثابتة بشكل طبيعي ويخدم المحرك فقط للحفاظ على ارتفاع الطائرة خلال الطيران. يتطلب فهم كيفية طيران الطائرة في الجو إلى التفكير المجرد. ويمكن ان يكون التفكير الملموس هو سبب القلق مثل التفكير في انه ينبغي على الطائرة ان تقع وذلك لانه لا يرى شيئاً يحمل الطائرة في الهواء. العديد من الركاب القلقين غير مرتاحين لفكرة ان الطائرة تطير باستناد شي لا يمكنهم ان يروه وذلك بسبب عدم قدرتهم على فهم مباديء الديناميكا الهوائية.

## العلاج
غير دوائي:
يمكن للتعليم في بعض الحالات ان يقلل إلى حد كبير من القلق بشأن السلامة الجسدية. فانه من الممكن ان يقل القلق عند تعلم كيفية طيران الطائرة وكيفية نقل الركاب في الممارسة العملية وبعض من الجوانب الأخرى من الطيران. وبذلك يتم تجلي مخاوف الكثير من الناس بشكل فعال عند تعاملهم مع المشكلة عن طريق تعلم كيفية الطيران أو القفز بالمظلة.
يثقف بعض من الناس انفسهم ويحضر البعض الآخر دورات يقدمها الطيارين أو شركات الطيران.
دوائي:
تجربة الطيران مع استخدام أدوية مضادة للقلق مثل بنزوديازيبين أو أدوية الاسترخاء أو المسكنات الأخرى التي تختلف من شخص إلى آخر. يقلل الدواء الوظيفة العكسية للشخص. رغم انه قد يقلل القلق الناجم عن الصراع الداخلي ويمكن ان يسبب انخفاض الوظيفة العاكسة إلى تصديق الركاب القلقين في ان ما يخافون حدوثه سيحدث حقاً.